# Sukhumi
Sukhumi (tiếng Abkhazia: Аҟəа, Aqwa; tiếng Gruzia: სოხუმი, Sokhumi, tiếng Nga: Сухуми, Sukhumi) là thủ phủ của Abkhazia, một nước cộng hòa độc lập de facto nhưng cộng đồng quốc tế công nhận là một nước cộng hòa tự trị bên trong Gruzia. Thành phố này chịu tổn thất nặng trong xung đột Gruzia-Abkhazia đầu thập niên 1990. 

## Tên gọi
Trong tiếng Gruzia, tên thành phố được chuyển tự Latin là Sokhumi (tiếng Gruzia: სოხუმი), một cách viết được một số nguồn tiếng Anh sử dụng, như Encyclopaedia Britannica and MSN Encarta. Tuy nhiên, tên được dùng rộng rãi nhất là Sukhumi, một cách chuyển tự tiếng Nga của tên chính thức thành phố này. Một biến thể khác của tên thành phố này khi nói và viết tiếng Nga là Sukhum (tiếng Nga: Сухум.).

## Thông tin chung

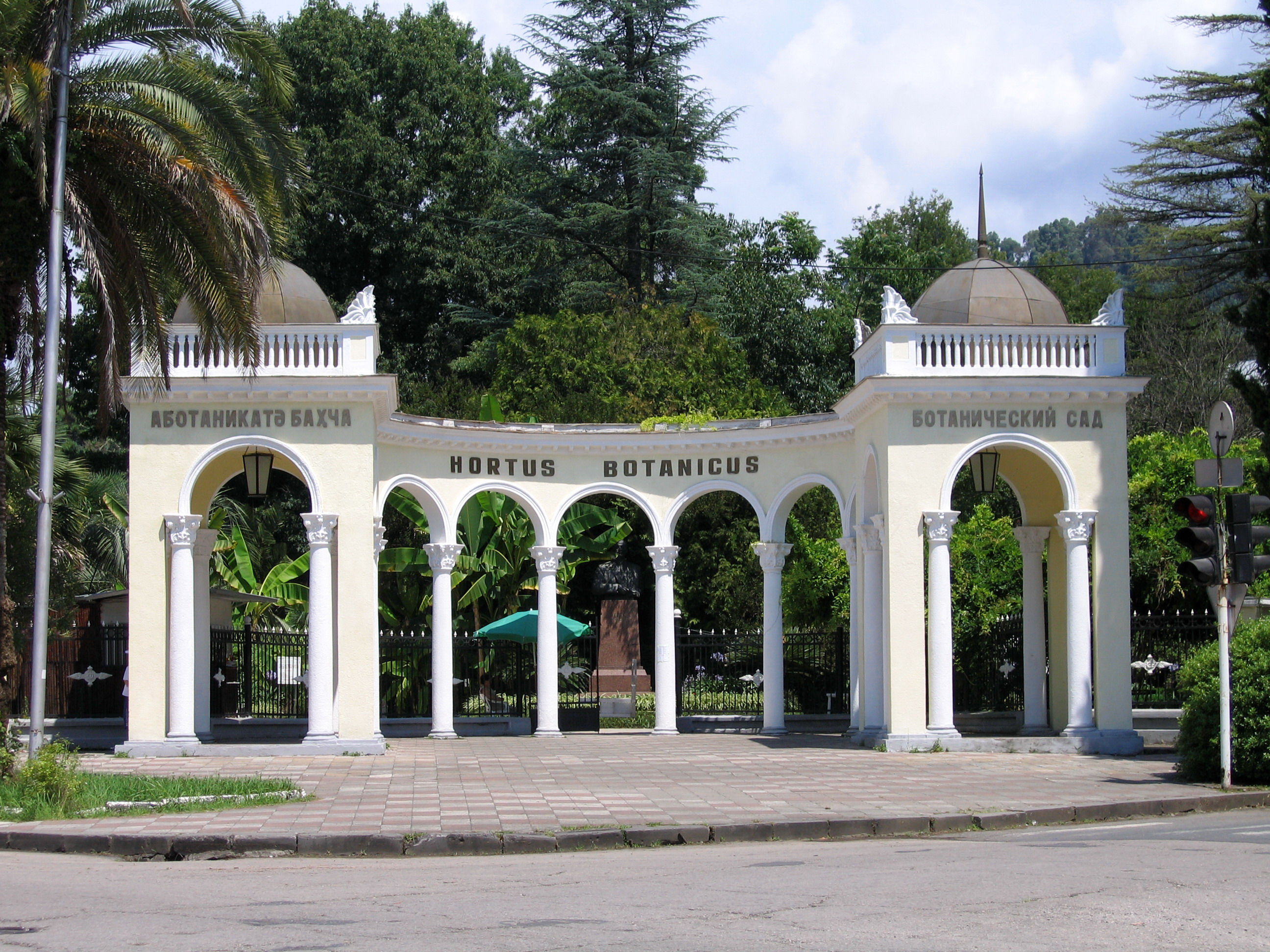
Vườn thực vật Sukhumi

Sukhumi nằm bên một vịnh lớn ở bờ đông của Biển Đen và có một hải cảng, là nơi tụ hợp các tuyến đường ray, là một thành phố nghỉ mát. Thành phố này nổi tiếng với những bãi biển, suối nước khoáng và khí hậu bán nhiệt đới. Thành phố là một trung tâm giao thông hàng không quan trọng của Abkhazia với Sân bay Sukhumi Dranda gần thành phố. Sukhumi có các cơ sở du lịch chủ yếu phục vụ du khách Nga. Vườn thực vật Sukhumi được thành lập năm 1840.
Thành phố có một số viện nghiên cứu và đại học như Đại học quốc gia Abkhazia và cơ sở của Đại học Quốc gia Tbilisi (hiện hoạt động ở Tbilisi). Từ năm 1945 đến 1954 phòng thí nghiệm vật lý electron ở đây tham dự vào chương trình phát triển vũ khí hạt nhân của Liên Xô.